# Mercury-Atlas 5

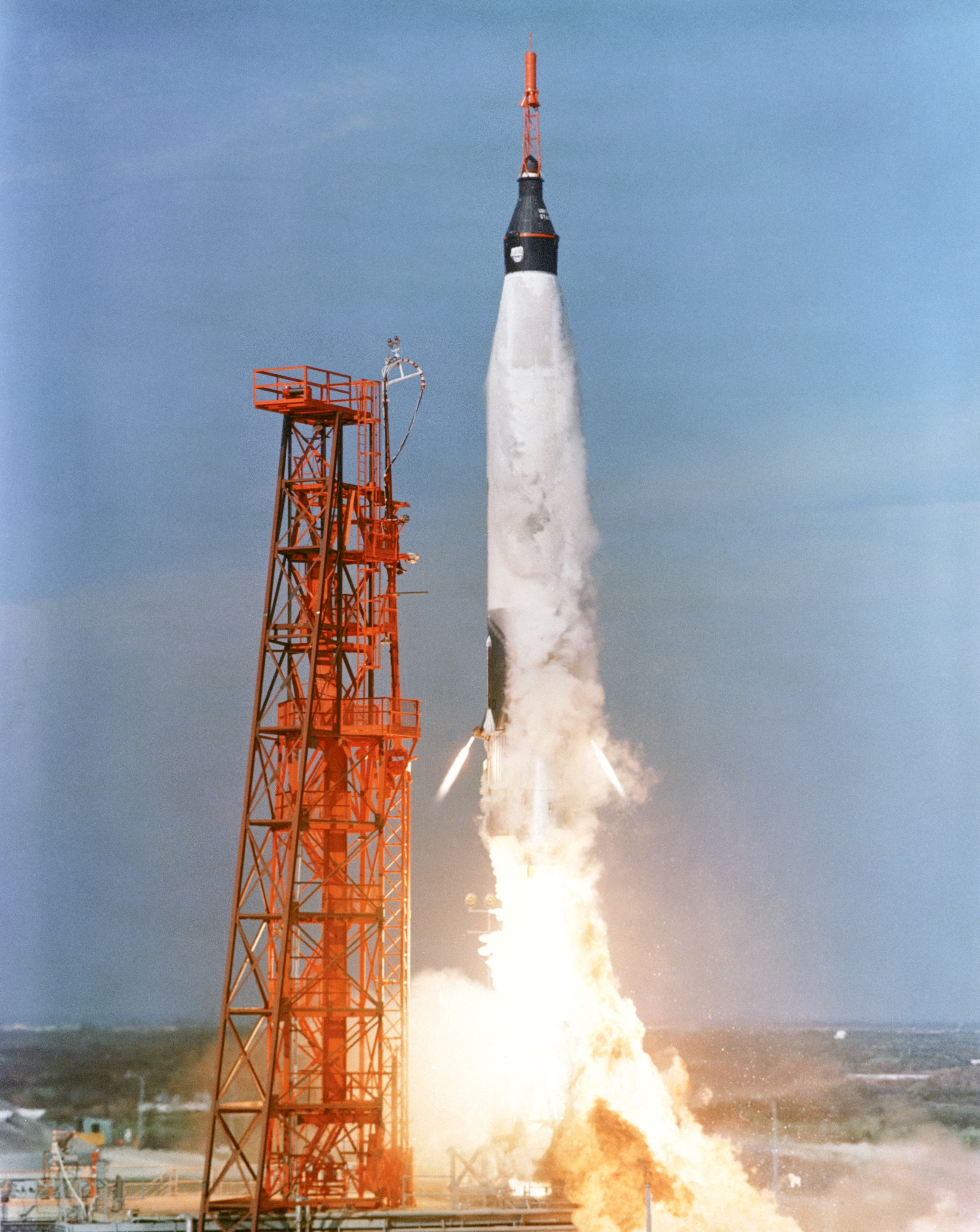
lanzamiento del Mercury-Atlas 5 con el chimpancé Enos

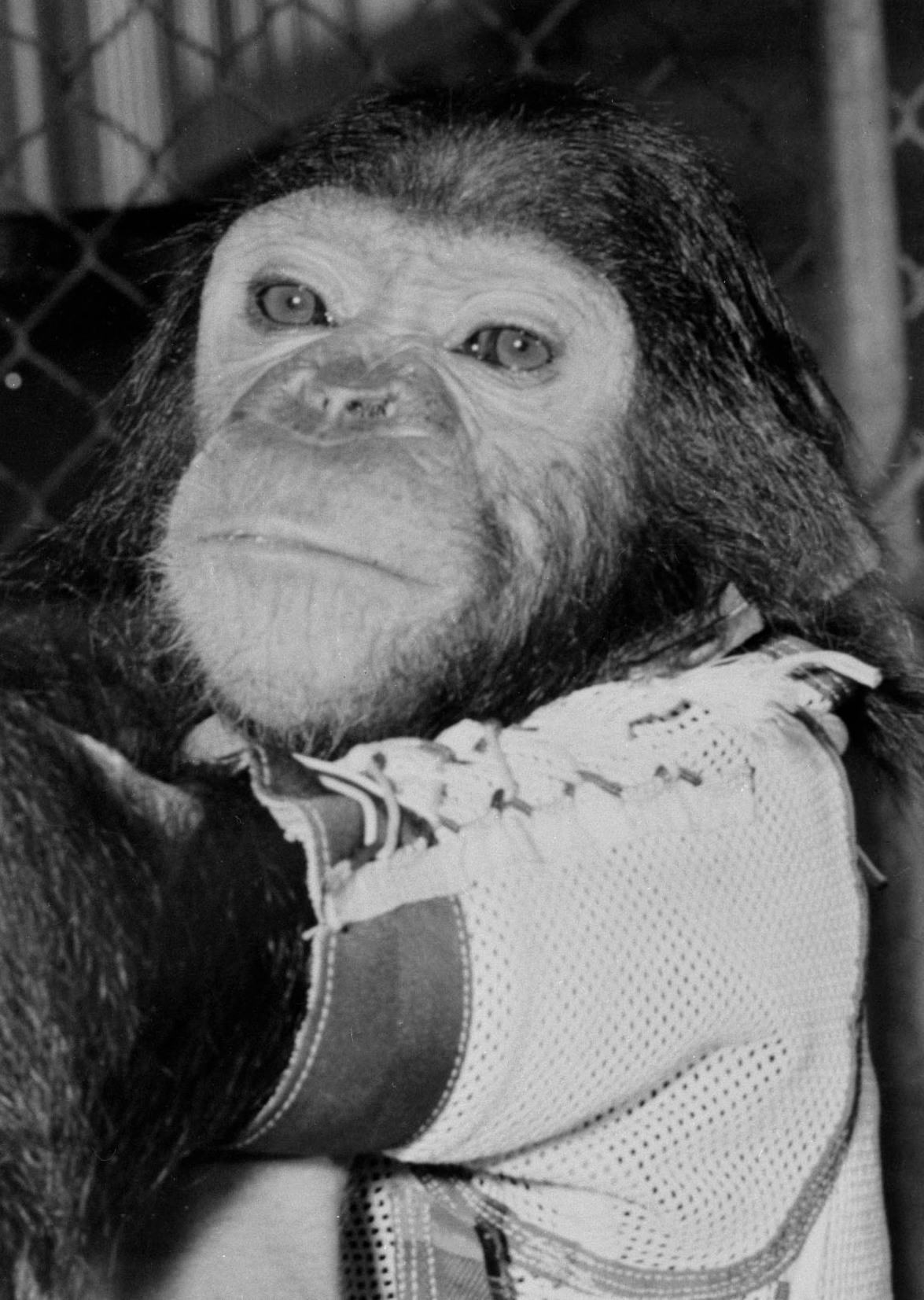
En el vuelo Mercury-Atlas 5, Enos se convirtió en el primer chimpancé y el tercer primate en orbitar la Tierra.

Mercury-Atlas 5 fue un vuelo espacial no tripulado estadounidense vuelo espacial del programa de Mercury. fue lanzado el 29 de noviembre de 1961, con Enos, un chimpancé, a bordo. La nave orbitó la Tierra dos veces y cayó abajo aproximadamente 200 millas (320 km) sur de Bermudas.

## Historia
En noviembre de 1961, la Unión Soviética había puesto en órbita a  y Gherman Titov durante los vuelos orbitales tripulados de Vostok 1 y Vostok 2, mientras que Estados Unidos solo había gestionado vuelos suborbitales. En ese momento, la NASA todavía estaba debatiendo colocar un chimpancé en órbita como parte del subprograma Mercury-Atlas, y la sede de la NASA cuestionaba la sabiduría del Centro de naves espaciales tripuladas para lanzar otra misión Mercury no tripulada.
La Oficina de Asuntos Públicos de la NASA emitió un comunicado de prensa antes del vuelo, declarando que "los hombres a cargo del Proyecto Mercury han insistido en orbitar al chimpancé como una verificación preliminar necesaria de todo el programa Mercury antes de arriesgar a un astronauta humano"

## Lanzamiento y órbita

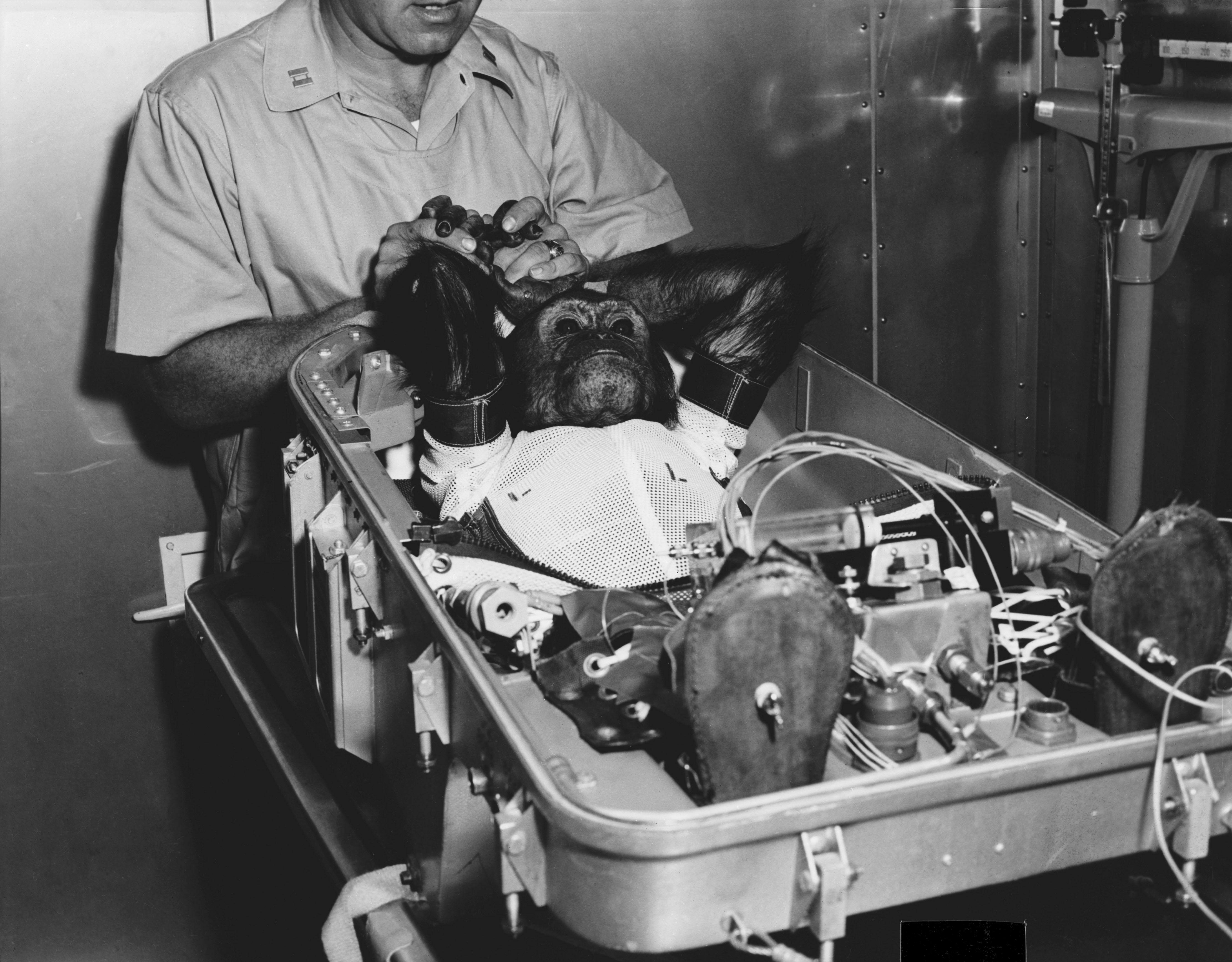
Enos en su camilla de vuelo, preparándose para la inserción en su cápsula Mercury

El vuelo utilizó la cápsula y el Atlas #93-D. El 24 de febrero de 1961, la nave espacial 9 llegó a Cabo Cañaveral. Tomó 40 semanas de preparación previa al vuelo. Este fue el tiempo de preparación más largo del programa Mercury. La misión de la nave espacial 9 siguió cambiando. Primero se configuró para un vuelo suborbital instrumentado, luego para un vuelo suborbital de chimpancé, luego una misión instrumentada de tres órbitas y finalmente para el vuelo orbital que voló Enos. 
El exitoso vuelo del MA-4 en septiembre había renovado la confianza en la confiabilidad del Atlas, y aunque una prueba del Atlas E con un mono se perdió en un lanzamiento fallido en noviembre, los funcionarios de la NASA aseguraron al público que era un modelo de refuerzo diferente al Atlas D utilizado para el programa Mercury y que ese accidente no tuvo relevancia aquí. Aunque el MA-4 había funcionado bien, todavía existía cierta preocupación por los altos niveles de vibración durante los primeros 20 segundos del despegue, por lo que el piloto automático del propulsor del MA-5 se modificó ligeramente para corregir este problema.
Atlas 93D llegó a CCAS el 12 de agosto y fue erguido el 6 de octubre LC-14. La preparación previa al lanzamiento se desarrolló relativamente sin problemas, con una serie de reparaciones menores, incluido un problema potencialmente grave con los motores nonio que no estaban bien atornillados en su lugar, lo que podría haber resultó en daños a la estructura del avión durante el lanzamiento.
El sistema Range Safety en Atlas 93D se modificó para que se pudiera enviar un comando de corte manual al motor sustentador. Esto fue para evitar que la cápsula se impulsara accidentalmente a una órbita más alta de lo planeado si se producía una sobreaceleración del motor.
Una unidad de telemetría de estado sólido más compacta reemplazó al voluminoso paquete basado en tubos de vacío que se usaba anteriormente.
Atlas 93D fue el segundo Atlas de la serie D que contiene el nuevo SMRD (Sistema de detección de rotación del motor giratorio), diseñado para garantizar el funcionamiento adecuado del giroscopio antes del lanzamiento.
MA-5 se planeó como una aproximación cercana a la próxima misión orbital tripulada MA-6. Mercury-Atlas 5 se lanzaría desde el Complejo 14 en Cabo Canaveral con un rumbo 72,51 grados al este del norte. La inserción orbital de la nave espacial Mercury ocurriría a 480 millas (770 km) de Cabo Cañaveral. La altitud sería de 100 millas (160 km) y la velocidad sería de 25,695 pies por segundo (7,832 m/s). Se planeó que el retroceso se llevara a cabo a las 4 horas, 32 minutos y 26 segundos después del lanzamiento. La nave espacial aterrizaría 21 minutos y 49 segundos después del retro disparo. Se esperaba que las temperaturas de reentrada alcanzaran los 3000 °F (1650 °C) en el escudo térmico, 2000 °F (1090 °C) en la carcasa de la antena, 1080 °F (582 °C) en la sección cilíndrica y 1.260 °F (682 °C) en la sección cónica. Se esperaba que el gastado motor sustentador Atlas volviera a entrar en la atmósfera después de órbitas de 9⅓.
La nave espacial 9 originalmente estaba destinada a volar en MA-4, pero la nave espacial 8 se usó en su lugar después de haber sido reciclada del lanzamiento fallido del MA-3. La 9 fue la segunda de las cápsulas Mercury "Mark II" con una ventana cuadrada más grande y una trampilla de cerrojo explosivo, mientras que la cápsula "Mark I" más antigua tenía ventanas de puerto pequeñas y un mecanismo de bloqueo pesado. El vuelo de Gus Grissom en MR-4 había utilizado una cápsula Mark II, pero era necesario probarla en una misión orbital adecuada para asegurarse de que la ventana grande pudiera soportar el calor mucho más alto de reentrada allí.
El 29 de octubre de 1961, tres chimpancés y 12 médicos especialistas se trasladaron a cuartos en el Cabo para prepararse para el vuelo. El nombre dado a Enos, el chimpancé seleccionado para volar la misión MA-5, en hebreo significa "hombre". Los suplentes de Enos fueron (en orden de posible convocatoria) Duane, Jim, Rocky y Ham (el veterano del Mercury-Redstone 2 ). Enos era de Camerún, África (originalmente llamado Chimp #81), y fue comprado por la USAF el 3 de abril de 1960. Tenía alrededor de 5 años en el momento del vuelo y pesaba poco menos de 40 libras (18 kilogramos).
El 29 de noviembre de 1961, unas cinco horas antes del lanzamiento, Enos y su traje espacial-sofá fueron insertados en la nave espacial. Durante la cuenta regresiva, varias retenciones tomaron 2 horas y 38 minutos. El despegue se produjo a las 15:08 UTC. El Atlas lanzó la nave espacial MA-5 a una órbita de 99 por 147 millas (159 por 237 km). El piloto automático modificado aparentemente funcionó ya que la vibración se mantuvo dentro de niveles cómodos y la fase de impulso transcurrió sin incidentes. Todos los sistemas Atlas funcionaron de manera excelente y no hubo desviaciones de rendimiento de ninguna importancia. BECO se produjo a T + 130 segundos y SECO / VECO a T + 300 segundos, seguido de la separación de la cápsula dos segundos más tarde.
La maniobra de giro y amortiguación consumió 6 libras (2,7 kg) de los 61,5 libras (27,9 kg) de combustible de control a bordo. La nave espacial usó menos combustible que el MA-4 durante la misma maniobra. El MA-5 asumió su posición orbital de 34 grados planificada y después de eso, a través de la primera órbita, los propulsores utilizaron solo 1,5 libras (0,68 kg) de combustible para mantener una posición correcta.
Al final de la primera órbita, los controladores terrestres notaron que el reloj de la cápsula  era 18 segundos demasiado rápido. Al pasar sobre Cabo Cañaveral, se envió un comando para actualizar el reloj a la hora correcta. El Centro de Control de Mercury en Cabo Cañaveral recibió información de que todos los sistemas de la nave espacial estaban en buenas condiciones.
Cuando el MA-5 pasó sobre la nave de seguimiento del Atlántico al comienzo de la segunda órbita, se recibieron indicios de que las temperaturas del inversor estaban aumentando. El mal funcionamiento del sistema de control ambiental también fue confirmado por los rastreadores canarios. Se había producido un calentamiento anormal en vuelos anteriores; en tales casos, los inversores habían continuado funcionando o se habían puesto en espera. No hubo alarma en Mercury Control. Cuando la nave espacial llegó a Muchea, Australia, se detectaron señales de propulsión alta y excursiones de movimiento de la cápsula. Otros datos indicaron que se mantenía el modo de órbita de 34 °. Cuando el MA-5 cruzó la estación de seguimiento en Woomera, Australia, no se detectaron problemas de control de actitud, por lo que se descartaron informes anteriores.

### Problemas
Cuando la cápsula MA-5 llegó a la estación de Canton Island, Mercury Control se dio cuenta de que el sistema de control de actitud no funcionaba correctamente. Una viruta de metal en una línea de suministro de combustible había provocado la falla de uno de los propulsores de giro en sentido horario. El propulsor fallido permitió que la nave espacial se desviara de su actitud normal. Esta deriva hizo que el sistema automático de estabilización y control corrigiera la actitud de la nave espacial. La nave espacial volvería a su posición orbital normal de 34 ° y la secuencia comenzaría de nuevo. La nave espacial repitió este proceso de desviación y corrección nueve veces antes del retroceso. Lo hizo una vez más entre el retroceso y la recepción de la señal de telemetría de luz de 0,05 g (0,49 m/s²). Los propulsores restantes utilizaron 9,5 libras (4,3 kg) de combustible para mantener la nave espacial correctamente alineada durante la segunda órbita. Cada pérdida de actitud cuesta más de 1 libra (0,45 kg) de combustible en comparación con el consumo total de la primera órbita de solo 1,5 libras (0,68 kg).
Además de los problemas de control de actitud, el sistema de control ambiental comenzó a tener problemas durante la segunda órbita. La temperatura del circuito del sofá-traje aumentó rápidamente de 65 a 80 °F (18 a 27 °C). Esta fue una indicación de que el intercambiador de calor se estaba congelando. El aumento de la temperatura del traje hizo que la temperatura corporal de Enos subiera a 99 °F (37 °C), luego a 100 °F (38 °C). Los observadores médicos comenzaron a preocuparse por el estado del chimpancé. A 100.5 °F (38.1 °C), su temperatura corporal se estabilizó. Esto indicó que el sistema ambiental había comenzado a funcionar nuevamente. El sistema de enfriamiento pareció corregirse solo, pero los problemas de actitud continuaron.
A medida que la nave espacial se acercaba a Hawái en su segunda órbita, los monitores médicos estaban dispuestos a permitir que Enos continuara el vuelo para una tercera órbita. Sin embargo, el equipo de ingenieros estaba preocupado porque el propulsor atascado causaba un alto consumo de combustible, por lo que aconsejaron terminar el vuelo antes de que la cápsula se quedara sin gas de control de actitud.
El director de vuelo Christopher Kraft alertó a los controladores de Hawái para que estuvieran listos para iniciar el retroceso para llevar la nave espacial al Pacífico, si fuera necesario. También alertó a los controladores en Punto Arguello, California, para que estuvieran listos para iniciar el retroceso cuando MA-5 pasó por encima de su posición. Permitió que la nave espacial continuara a su posición normal de retroceso en la segunda órbita cerca de California. Doce segundos antes de que se alcanzara el punto de retroceso para el punto de recuperación primario del Atlántico normal de la segunda órbita, Kraft decidió traer a Enos de regreso a la Tierra. Arnold Aldrich, el controlador jefe de vuelo en Point Arguello, ejecutó el comando.
Hubo una excursión más de control de actitud al principio de la reentrada; después de eso, el resto del reingreso y la recuperación transcurrieron sin incidentes. Los destructores USS Stormes y USS Compton y un avión P5M esperaban la nave espacial en la Estación 8, el punto de aterrizaje previsto. Tres horas y 13 minutos después del lanzamiento y nueve minutos antes del aterrizaje, la aeronave avistó la nave espacial a una altitud de 5000 pies (1500 m) descendiendo sobre su paracaídas principal, a unas 250 millas al sur de las Bermudas. La información se transmitió a Stormes y Compton, que estaban a 48 km (30 millas) de distancia. Todas las ayudas para la recuperación de la nave espacial estaban funcionando, excepto la baliza SARAH. Durante el descenso, la aeronave continuó dando vueltas e informando eventos de aterrizaje. Permaneció en la zona hasta que llegó Stormes, una hora y 15 minutos después del aterrizaje. Stormes arrastró a Enos y su nave espacial a bordo. En la cubierta de Stormes, la escotilla MA-5 explotó explosivamente. Se liberó desde el exterior de la cápsula tirando de un cordón. Soplar la escotilla hizo que la ventana de la "imagen" de la nave espacial se agrietara.

## Después del aterrizaje

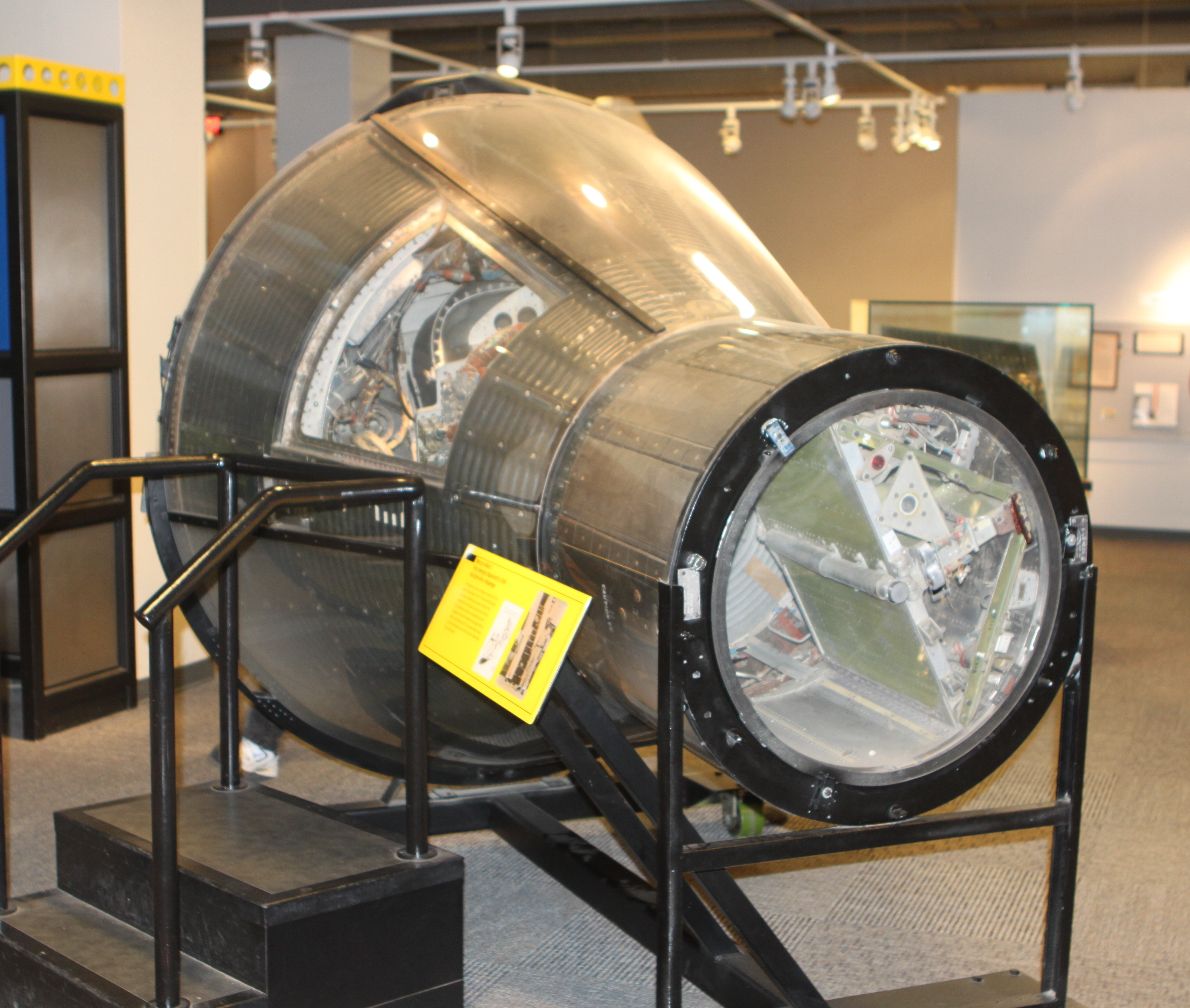
La nave espacial Mercury # 9, utilizada en la misión Mercury-Atlas 5, en exhibición en el Museo de Vida y Ciencia, en Durham, Carolina del Norte.

Se descubrió que la nave espacial y Enos habían sobrevivido a la misión en buenas condiciones, aunque el chimpancé se había quitado todos los electrodos médicos y el dispositivo de recolección de orina de su cuerpo.
El  4 de noviembre de 1962, Enos murió de disentería provocada por shigelosis, que era resistente a los antibióticos de la época. Había estado bajo observación constante durante dos meses antes de su muerte. Los patólogos de Holloman informaron que no encontraron ningún síntoma que pudiera atribuirse o estar relacionado con su vuelo espacial un año antes.
La nave espacial Mercury y el propulsor Atlas ahora estaban calificados para llevar a un humano a la órbita.